# Дејно
Дејно је у грчкој митологији било име више бића.

## Митологија
1. Једна од граја, која је, према неким изворима, са Зевсом имала кћерку Орсеиду.[1]
2. Нимфа, најада са планине Отрис и реке Сперхеј у централној Грчкој. Отац јој је највероватније био Океан, а муж бог поменуте реке. Као њени потомци помињу се нимфе сперхеиде, међу којима и Диопатра.[2][3]